# Stactobia thacla
Stactobia thacla är en nattsländeart som beskrevs av Olah 1989. Stactobia thacla ingår i släktet Stactobia och familjen smånattsländor. Inga underarter finns listade i Catalogue of Life.